# Православный Палестинский сборник
Правосла́вный Палести́нский сбо́рник — журнал Императорского Православного Палестинского общества.

## История
Основан в 1881 году Василием Хитрово. С третьего выпуска I тома поступил в ведение ИППО.
Издавался в Санкт-Петербурге с периодичностью, как правило, по одному, иногда по два выпуска в год, которые объединялись условно в «тома» (выпуски одного года составляли том). В первые годы издания часто указывался именно том и выпуск как часть тома. Сборник представлял собой научный временник ИППО. Содержание составляли описания путешествий и «хожений» в Святую Землю, а также исследования по её истории.
С 1881 по 1917 год было издано 63 выпуска.
В 1954 году издание было возобновлено Российским палестинским обществом под названием «Палестинский сборник». Ответственными редакторами были член-корр. АН СССР Н. В. Пигулевская (до 1970), акад. М. Н. Боголюбов (1971), акад. Б. Б. Пиотровский (1971—1990), д.и.н. О. Г. Пересыпкин (1991). В 1992 году Общество вернуло себе историческое название, и в 1993 году сборник вновь вышел под своим первоначальным названием. Первым главным редактором стал д.и.н Н. Н. Лисовой, с 2019 года изданием руководит к. культурологии С. Ю. Житенёв. С 2011 года выходит в издательстве «Индрик».

## Редакционная коллегия
В состав редколлегии входят: д.ю.н. С. В. Степашин, А. И. Долинин, акад. С. П. Карпов, д.и.н. О. А. Колобов, д.фил.н. Е. Н. Мещерская, д.и.н. А. В. Назаренко, д.и.н. О. Г. Пересыпкин, акад. М. Б. Пиотровский, д.фил.н. М. В. Рождественская.